# Caminhante sobre o mar de névoa
Caminhante sobre o mar de névoa (em alemão: Der Wanderer über dem Nebelmeer, também conhecido como Viajante Sobre o Mar de Névoa) é uma pintura a óleo de 1818 do artista alemão Caspar David Friedrich. A obra está no acervo da Kunsthalle de Hamburgo desde 1970.

## Descrição
A pintura encarna a essência dos princípios da estética romântica de paisagem, mostrando uma figura solitária contemplando uma imponente paisagem alpina de cima de um pico rochoso. Nos arredores da paisagem os cumes próximos assomam no mar de névoa que se dissolve, além de uma montanha distante que se eleva sobre a cena, contra um céu luminoso. O autor usa um nevoeiro denso para obscurecer o que está entre as montanhas e, dessa maneira, criar um ar de mistério. Ao se observar a natureza imensa, dá se a sensação de perda no infinito.
Em contemplação e autorreflexão, a personagem representada por Friedrich, apresenta-se em posição ereta, mostrando sua dominância perante ao todo, em contraste com a imponência da paisagem que parece absorver seus pensamentos, refletido em estar de costas para o apreciador da obra, mas sem ignorar esse apreciador, mas o convidando para apreciar o próprio horizonte ao qual está contemplativo.

## História
Apesar de aparentar estar em altas altitudes, a rocha onde o viajante está retratado provavelmente fica em um terreno baixo, num prado próximo ao rio Elba, nas cercanias de Dresden. O casaco verde que o personagem usa não é adequado para uma caminhada em montanhas, sendo na verdade utilizada pelas pessoas na cidade. Assim, o personagem não é um alpinista solitário, mas foi inspirado nas pessoas do povoado de Dresden, onde o pintor viveu por muito tempo.
A imagem tornou-se um importante ícone do indivíduo romântico.

## Influência
O quadro foi utilizado na tampa de um jogo de tabuleiro chamado Fantastiqa e foi usado para promover um festival canadense de música.